# 竹下浩二
竹下 浩二（たけした こうじ、1963年6月18日 - ）は、兵庫県尼崎市出身の元プロ野球選手（投手）。

## 来歴
中学校卒業までまともにチームに所属したことがなかっという。園田東中学校は「マンガに出てくるような荒れた学校」で野球部は2カ月で廃部となり、元・大洋の選手が兵庫県尼崎市に創設した少年野球チームで子供達の手伝いをしながら練習するようになった。この監督の知り合いのプロ野球スカウトが沖縄県那覇市にある興南高の監督に「尼崎におもしろい中学生がいる」と伝え、推薦入学することとなった。
興南高では甲子園に3回出場。2年次の1980年の夏の甲子園では準々決勝に進出するが、この大会に準優勝した早稲田実業高の荒木大輔投手に完封負け。1年上のチームメートに渡真利克則（三塁手）、金城博和（外野手）がいた。翌1981年の春の選抜は、1回戦で同大会準優勝の印旛高の佐藤文男に抑えられ敗退。夏の選手権でも1回戦でエース松本豊を擁する秋田経大付に敗退。
1981年のプロ野球ドラフト会議で横浜大洋ホエールズから4位指名を受け入団。高校同期で控え投手であった平川敏明はドラフト外で南海ホークスに入団した。
大型右腕として将来性を期待されたが、球威・変化球とも平凡で取り立てて特徴が無く、一軍登板は1984年に敗戦処理での7試合のみで、1986年に現役を引退。
引退後は読売ジャイアンツの打撃投手を15年間務めた。巨人打撃投手時代の1995年、スタンドにいたファンがグラウンドにいた竹下にエアガンを乱射した事件が起こった。なお、竹下に怪我はなかった。
プロ野球業界から身を引いた後は毛皮の卸問屋の営業、探偵、イタリアレストランのオーナーをしていた。現在は横浜市内で「スポーツラウンジワイワイ」を経営。元プロ野球選手や元高校球児が集まりプロ野球を中心にゴルフなど色々スポーツを見ながらお酒を飲むお店となっている。
その後、特定非営利活動法人「ベイスターズ・ベースボールアカデミー」のコーチを務めている。

## 詳細情報

### 年度別投手成績
| 年 度    | 球 団    | 登 板 | 先 発 | 完 投 | 完 封 | 無 四 球 | 勝 利 | 敗 戦 | セ 丨 ブ | ホ 丨 ル ド | 勝 率 | 打 者 | 投 球 回 | 被 安 打 | 被 本 塁 打 | 与 四 球 | 敬 遠 | 与 死 球 | 奪 三 振 | 暴 投 | ボ 丨 ク | 失 点 | 自 責 点 | 防 御 率 | W H I P |
| -------- | -------- | ----- | ----- | ----- | ----- | -------- | ----- | ----- | -------- | ----------- | ----- | ----- | -------- | -------- | ----------- | -------- | ----- | -------- | -------- | ----- | -------- | ----- | -------- | -------- | ------- |
| 1984     | 大洋     | 7     | 0     | 0     | 0     | 0        | 0     | 0     | 0        | --          | ----  | 38    | 9.0      | 9        | 1           | 5        | 0     | 0        | 3        | 0     | 0        | 7     | 7        | 7.00     | 1.56    |
| 通算:1年 | 通算:1年 | 7     | 0     | 0     | 0     | 0        | 0     | 0     | 0        | --          | ----  | 38    | 9.0      | 9        | 1           | 5        | 0     | 0        | 3        | 0     | 0        | 7     | 7        | 7.00     | 1.56    |

### 記録
- 初登板：1984年8月12日、対広島東洋カープ20回戦（横浜スタジアム）、7回表に4番手で救援登板、2回無失点

### 背番号
- 47 （1982年 - 1986年）
- 90 （1987年 - 1988年）
- 118 （1989年 - 2001年）